# کاگارال
کاگارال (به لاتین: Cagarral) یک کوه در دماغه سبز است که در شمال سال، دماغه سبز واقع شده‌است. کاگارال ۱۷۳ متر بالاتر از سطح دریا واقع شده‌است.